# Dendrit
Dendrit (grško dendrites: drevesni) je izrastek iz živčne celice, odgovoren za privzem informacij, ki jih dobiva od sosednjih celic preko sinaps. Po dendritih se signali širijo proti somi in nadalje po nevritu (ali aksonu) do naslednje celice. Dendriti običajno izraščajo iz some nevrona v večjem številu in tvorijo drevesasto strukturo. 
Izrastek dendrita na mestu sinapse se imenuje dendritski trn.

## Zgradba
Pod svetlobnim mikroskopom so vidni mikrofilamenti in do prvih razvejitev tudi nislovina. S pomočjo elektronskega mikroskopa so prepoznavni tudi mikrotubuli, aktinski filamenti, mitohondriji, gladki endoplazemski retikulum in ribosomi.